# Дарабани
Дарабани (рум. Darabani) град је у у крајње североисточном делу Румуније, у историјској покрајини Молдавија. Дарабани је трећи по важности град у округу Ботошани.
Дарабани према последњем попису из 2002. има 11.820 становника.

## Географија
Град Дарабани налази се у крајње североисточном делу Румунске Молдавије, близу државне тромеђе са Украјином и Републиком Молдавијом. Тромеђа се налази 9 километара северно од града. Од првог великог града, Јашија, Дарабани је удаљен око 180 км северозападно.
Град је смештен у бреговитом подручју северне Молдавије, на приближно 220 метара надморске висине. Северно од града протиче река Прут, која је уједно и граница.

## Становништво
У односу на попис из 2002, број становника на попису из 2011. се смањио.
| 1977.  | 1992.  | 2002.  | 2011. |
| ------ | ------ | ------ | ----- |
| 10.880 | 11.804 | 12.002 | 9.893 |

Румуни чине већину становништва Дарабанија, а од мањина присутни су само Роми.